# 飯田橋グラン・ブルーム
飯田橋グラン・ブルーム（いいだばしグラン・ブルーム）は、東京都千代田区富士見に所在する再開発地区およびその複合施設の名称。「オフィス・商業棟」「住宅棟」のツインタワーおよび「教会棟」から成る。

## 概要
三井不動産が参画する飯田橋駅西口地区第一種市街地再開発事業によって整備、建設された。外濠の南東岸に沿う外濠公園通りおよび早稲田通りに面する同地区には、かつて東京警察病院や飯田橋郵便局、日本基督教団富士見町教会、オフィスビル等があったが、東京警察病院の移転に伴い同地区の再開発の機運が高まり、オフィス・商業棟、住宅棟、教会棟から成る複合施設の建設が行われた。各棟の概要は次の通り。
- オフィス・商業棟 
  - 4-30階 - オフィスゾーン
  - 1-3階 - 商業ゾーン「飯田橋サクラテラス」、飯田橋郵便局ほか
- 住宅棟 - パークコート千代田富士見タワー
- 教会棟 - 日本基督教団富士見町教会（再建）

## 歴史
- 2004年（平成12年） - 準備組合設立。
- 2008年（平成20年）3月14日 - 東京警察病院が当地での診療を終了。
- 2010年（平成22年） - 再開発組合設立。
- 2011年（平成23年） - オフィス・商業棟、住宅棟着工。
- 2013年（平成25年）8月 - 教会棟完成。
- 2014年（平成26年）
  - 6月15日 -オフィス・商業棟、住宅棟完成。
  - 10月10日 - 開業。

## 主なテナント
オフィスゾーン
- 前田建設工業本社
- インターネットイニシアティブ本社
- サムスン電子ジャパン本社
- ジンズ本社
- 大王製紙東京本社（登記上の本店は愛媛県四国中央市）
- 石原産業東京オフィス
- ボルテックス本社
- インターファクトリー本社

商業ゾーン（飯田橋サクラテラス）
- 公式サイトの「ショップ＆レストラン」参照

## アクセス
- JR中央・総武緩行線・東京メトロ東西線・有楽町線・南北線・都営地下鉄大江戸線飯田橋駅から徒歩1分

## 関連項目

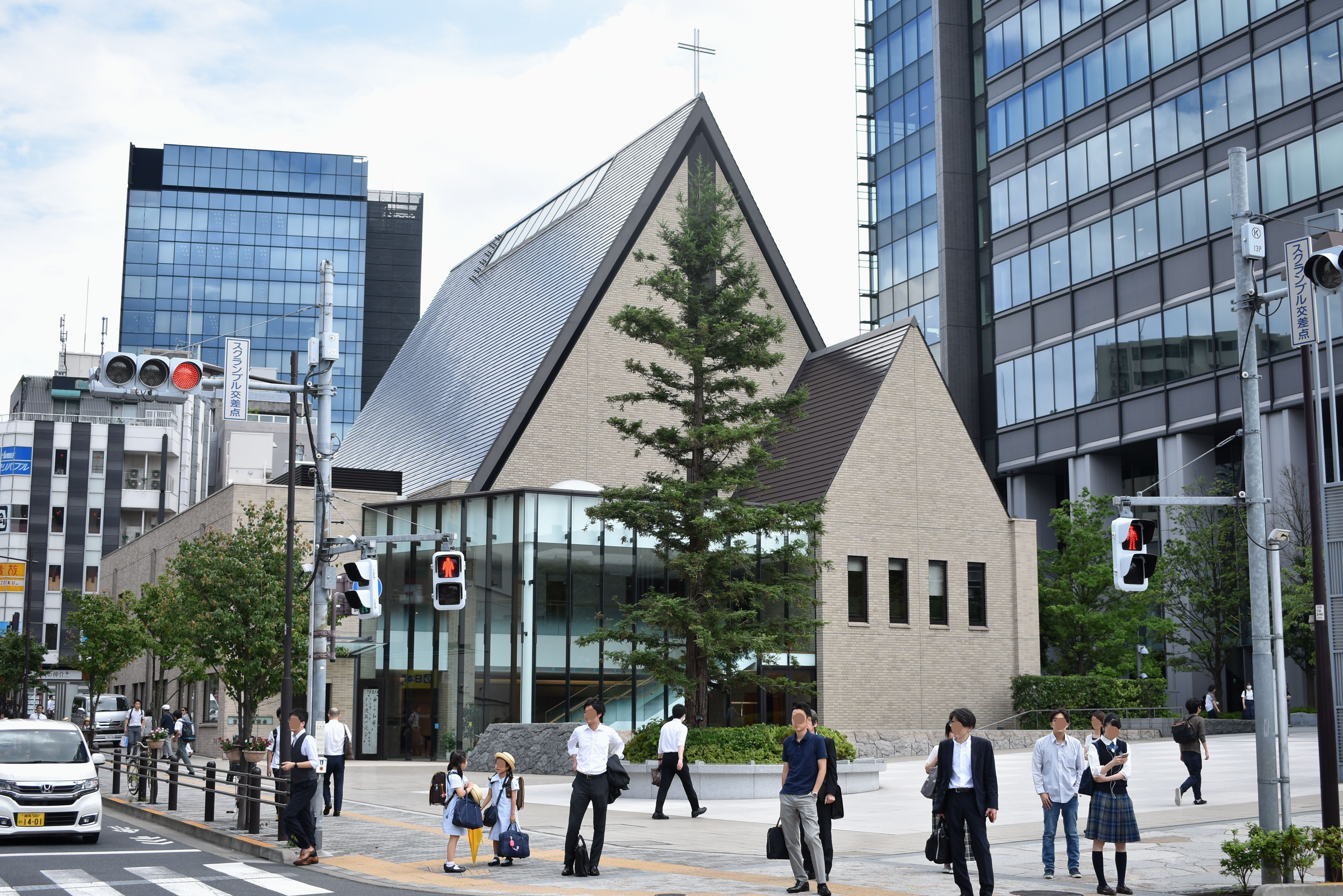
富士見町教会